# John Scott Haldane
John Scott Haldane, škotski fiziolog in filozof znanosti, * 3. maj 1860, Edinburg, Škotska, Združeno kraljestvo, † 14. marec 1936, Oxford, Anglija.
Kariero je posvetil fiziologiji dihanja, kjer je tudi s poskusi na sebi preučeval učinke mešanic strupenih plinov na organizem. Njegova odkritja so bistveno prispevala k varnosti delavcev v rudnikih, potapljačev in plezalcev, pa tudi vojakov na frontah med prvo svetovno vojno. Med drugim je izumil varnostno rudniško svetilko (še pred tem je uvedel kanarčke v rudnikih kot opozorilni sistem) in dekompresijsko komoro ter dekompresijske tabele za potapljače. V sklopu raziskav bojnih plinov, ki jih je uporabljala nemška vojska, je za zaščito vojakov predlagal plinsko masko s kanistrom, ki se je izkazala za mnogo učinkovitejšo od prej uporabljanih rešitev, ter uvedel kisikovo terapijo za žrtve. Poleg tega je prispeval več temeljnih odkritij na področju regulacije pljučnega dihanja.
Manj znana so njegova filozofska dela, v katerih se ukvarja z naravo življenja. Utemeljeval je, da živih bitij ne moremo razložiti z zakonitostmi fizike in kemije, pri tem pa je vsaj na začetku zašel v vitalizem in spiritualnost. Zato in zaradi kritik, ki so jih bile deležne nekatere njegove teorije, ni dobil položaja profesorja fiziologije na Univerzi v Oxfordu, tam je več let deloval zgolj kot predavatelj. Poleg tega je bil aktiven v poklicnih združenjih rudarskih strokovnjakov in kot svetovalec za vojaško tehniko. Leta 1897 je bil izvoljen za člana Kraljeve družbe, ki mu je leta 1934 podelila prestižno Copleyjevo medaljo.
Njegov sin J. B. S. Haldane je bil znan genetik, hči Naomi Mitchison pa pisateljica.